# كبريتيد الزرنيخ الخماسي
كبريتيد الزرنيخ الخماسي (أو خماسي كبريتيد الزرنيخ) هو مركب كيميائي من الزرنيخ والكبريت صيغته As2S5 ويوجد على شكل صلب بلوري برتقالي اللون.

## التحضير
يحضر هذا المركب من تفاعل ترسيب محاليل أملاح الزرنيخ الخماسي في وسط حمضي مع كبريتيد الهيدروجين؛  كما يحضر من تفاعل حمض الزرنيخيك مع كبريتيد الهيدروجين حيث يحدث ترسّب:
{\displaystyle \mathrm {2\ H_{3}AsO_{4}+5\ H_{2}S\longrightarrow As_{2}S_{5}+8\ H_{2}O} }
كما يمكن أن تتم عملية التحضير من تفاعل ثيوزرنيخات الصوديوم مع حمض الهيدروكلوريك:
{\displaystyle \mathrm {2\ Na_{3}AsS_{4}+6\ HCl\longrightarrow As_{2}S_{5}+6\ NaCl+3\ H_{2}S} }

## الخواص
يوجد المركب في الشروط القياسية على شكل صلب بلوري برتقالي اللون، وهو عملياً غير قابل للانحلال في الماء. يتفكك المركب بالماء الساخن إلى أكسيد الزرنيخ الثلاثي وكبريتيد الزرنيخ الثلاثي والكبريت.

## الاستخدامات
كان المركب يستخدم في الماضي ضمن أنواع الخضاب المتوفرة، إلا أن هذا التطبيق في تراجع مستمر بسبب التاثير السمي لمركبات الزرنيخ، بالتالي لا توجد له تطبيقات إلا في الأبحاث الكيميائية المخبرية.